# Carcharhinus macrops
Carcharhinus macrops es una especie de elasmobranquio carcarriniforme de la familia Carcharhinidae.